# Skrap-Labyrint
Skrap-Labyrint var en skraplottsprodukt hos spelbolaget Svenska Spel. Skrap-Labyrint gick ut på att man skulle skrapa sig genom en labyrint och hade man tur kom man ut ur labyrinten på en vinstsumma. Lotten kostade 30 kr. Högsta vinsten var 1000000 kr.